# Жандарова, Антонина Петровна
Антонина Петровна Жандарова (8 марта 1928 — ?) — токарь-стахановец, лауреат Сталинской премии третьей степени (1952).

## Биография
Родом из Калининской области. Дочь рабочего. В 13 лет осталась сиротой (отец погиб во время обороны Москвы, мать убили фашисты). В 1946 году окончила ремесленное училище и поступила токарем на литейно-механический завод им. Кагановича МПС в подмосковном городе Люблино. Окончила школу рабочей молодёжи.
Вдохновившись выступлением Лидии Корабельниковой и других известных стахановцев, стала думать, как повысить производительность труда. В начале 1950 года вместе со своими сменщицами Ольгой Следковой (Агафоновой) и Фаиной Вальциферовой она предложила установить на станок новую оправку, благодаря которой за один проход стало возможным обрабатывать три детали. Вместе со сменщицами она стала инициатором метода взаимопомощи работающих на одном станке, что позволило значительно увеличить выработку. Сущность метода состояла в том, что каждая из трёх сменщиц готовит для другой рабочее место, и передача смены происходит без остановки станка. До этого на подготовку станка и получение материалов перед работой необходимо было потратить около получаса. Работая по этому методу, Жандаровой и её сменщицам удалось втрое повысить производительность труда. Вскоре на тот метод перешёл весь коллектив завода, в результате чего отпала необходимость в третьей смене. Метод Жандаровой стал использоваться на многих предприятиях страны.
В сентябре 1951 года Антонина Жандарова и Ольга Следкова (Агафонова) инициировали социалистическое соревнование за отличное выполнение каждой производственной операции. Согласно их предложению, рабочий, занимающийся обработкой детали, контролировал качество продукции рабочих, занимавшихся обработкой детали на предыдущем этапе технологического процесса. Это позволило повысить качество продукции и увеличить производительность труда. Вскоре социалистическое соревнование было подхвачено другими предприятиями страны.
В 1950 году была делегатом Второй Всесоюзной конференции сторонников мира. В 1952 году вступила в ВКП(б). К концу 1970-х годов вышла на пенсию.

## Премии
В 1952 году вместе с Ольгой Следковой (Агафоновой) была удостоена Сталинской премии третьей степени — как инициатор соцсоревнования за отличное выполнение каждой производственной операции.

## Сочинения
- Жандарова А. П. От нового к новому. — М.: Профиздат, 1952.